# Säkna
Säkna – wieś w Estonii, w prowincji Põlva, w gminie Mooste.